# Убийство Лесли Молсид

Лесли Молсид

Убийство 11-летней британской девочки Ле́сли Мо́лсид (англ. Lesley Susan Molseed), произошедшее 5 октября 1975 года в Рочдейле (Большой Манчестер), и последовавшие за ним события привели к одной из самых известных судебных ошибок в истории британского правосудия. В результате этой ошибки Стефан Ки́шко (Stefan Kiszko, 1952—1993), налоговый служащий из семьи украинских и словенских иммигрантов, был приговорён к пожизненному заключению за убийство на сексуальной почве, которое он не совершал, и провёл в тюрьме почти 17 лет. 12 ноября 2007 года виновным в этом убийстве был признан Рональд Кастри (Ronald Castree).

## Преступление и последующие события
В день убийства Лесли Молсид вышла в местный магазин за хлебом. Она не вернулась, и немедленно начались её поиски в городе и по близлежащей дороге M62. Три дня спустя её тело было найдено на пустыре неподалёку. Ей нанесли 12 колотых ран. Одежда на ней не была тронута, но убийца эякулировал на бельё и одежду убитой.
Во время поисков убийцы три девочки-подростка стали утверждать, что Стефан Кишко, местный 23-летний налоговый служащий, за день до убийства Лесли Молсид занимался перед ними эксгибиционизмом. Одна из них также сказала, что он делал то же самое перед ней через месяц после убийства на День Гая Фокса, а перед этим выслеживал её. Полиция Уэст-Йоркшира быстро пришла к выводу, что Кишко подходит по своим характеристикам под человека, предположительно убившего Лесли Молсид, хотя у него никогда не было проблем с законом и не было никаких социальных связей, кроме своих матери и тёти. Это был «большой ребёнок» с уровнем социального развития, как у 12-летнего. У Кишко также было необычное хобби — записывать регистрационные номера автомобилей, которые его раздражали, что дало полиции лишний повод для подозрений. Полиция стала собирать против него доказательства и игнорировала другие версии, которые могли бы увести её в другом направлении.
Основываясь на информации от девочек-подростков и необычном хобби, 21 декабря 1975 года полиция арестовала Кишко. Следствие ухватилось за все непоследовательности между его разными описаниями этих дней как за доказательство его вины. Полиция не сказала ему о его праве на присутствие адвоката. Когда он спросил, может ли его мать присутствовать на допросах, ему ответили отказом; также его долго не предупреждали о том, что он основной подозреваемый. На допросах он рассказал, что получает инъекции тестостерона из-за гипогонадизма и что вследствие этого у него появились новые сексуальные ощущения, и он стал покупать порнографические материалы. Ему сказали, что если он признается в убийстве, его отпустят домой. Через два дня допросов Кишко сознался в преступлении. Позднее к нему был допущен адвокат, и он отказался от признания, но полиция уже составила окончательное мнение о его вине. Он был обвинён в убийстве Молсид и отправлен в тюрьму города Лидс. Когда в канун Рождества 1975 года он поступил в эту тюрьму, его там прозвали «Оливер Лорел» из-за сочетания в нём объёмов Оливера Харди и выражения лица Стэна Лорела, комедийного партнёра Оливера.
Кишко оставался там до суда, который начался 7 июля 1976 года. Его защищал QC Дэвид Уоддингтон, ставший позднее (в октябре 1989 года) министром внутренних дел Великобритании. Обвинитель, Питер Тейлор, позже стал лордом — главным судьёй, по случайному совпадению на следующий день после снятия с Кишко обвинений в 1992 году. 

## Слабая защита
Защита Кишко допустила ряд грубых ошибок. Во-первых, она не потребовала отсрочки слушаний, когда обвинение в первое утро суда предоставило тысячи страниц дополнительных ранее не использованных материалов. Среди них было признание таксиста, действительно (неумышленно) показавшего свои интимные части девочкам (инцидент, наведший полицию на Кишко), а также решающие доказательства невиновности подсудимого (см. ниже).
Кроме того, без разрешения со стороны Кишко была предпринята непоследовательная защита, сделавшая ставку на ограничение вменяемости и утверждавшая, что тестостерон, который обвиняемый принимал для лечения гипогонадизма, мог заставлять его необычно себя вести. Эндокринолог Кишко, если бы его вызвали, показал бы, что лечение могло разве что преувеличить собственные черты личности пациента, а не заставить его совершить преступление, которое идёт с ними вразрез.
Такой курс защиты в сочетании с заявлениями самого Кишко о полной непричастности к преступлению привёл к сидению на двух стульях — логике «он этого не делал, а если и делал, то его таким монстром сделало гормональное лечение», что лишило силы его алиби и утверждения о невиновности. Фактически же на суде могла быть доказана его невиновность. Патолог, исследовавший одежду Молсид, нашёл следы спермы, тогда как образец семенной жидкости, взятый полицией у Кишко, не содержал сперматозоидов. Было также медицинское заключение о том, что Кишко за несколько месяцев до убийства сломал ногу, и ввиду этого и своего избыточного веса ему было бы трудно взобраться по склону к месту убийства. Об образцах спермы полиция умолчала и скрыла факт их существования от защиты и от присяжных, как и заключение о переломе.
На суде Кишко показал, что в июле 1975 года он заболел и поступил в больницу, где ему сделали переливание крови. В августе он был переведён в Манчестерскую больницу, у него были диагностированы анемия и гормональный дефицит. Он согласился на уколы для лечения упомянутых проблем и был выписан в сентябре 1975 года. Он сказал (справедливо), что никогда не встречал Молсид и, следовательно, не мог её убить, и утверждал, что во время убийства вместе со своей тётей ухаживал за могилой отца в Галифаксе, затем посетил садоводческий центр и уехал домой. Присяжные не поверили в его отрицание убийства, как и его утверждению о том, что признание было получено под давлением полиции. Когда его спросили, почему он сознался, Кишко ответил: «Я начал говорить эту неправду, они, похоже, были довольны, и давление спало. Я думал, что если я сознаюсь полиции, они проверят мои слова, обнаружат, что они неверны, и отпустят меня».
21 июля 1976 года в Коронном суде Лидса присяжные большинством в 10 голосов против двух признали его виновным после совещания, длившегося 5 часов 35 минут. Его приговорили за убийство Молсид к пожизненному заключению. Судья Хью Парк объявил Кишко, что он будет отбывать пожизненное заключение, похвалил девочек, которые дали показания об эксгибиционизме, за их «смелость и честность» и «острую наблюдательность». Он также похвалил полицейских, участвовавших в деле, «за профессионализм, проявленный при отдаче в руки правосудия человека, виновного в этом ужасном преступлении, и мастерстве в просеивании массы материала». Шила Бакли (Sheila Buckley), чья дочь Максин (Maxine) сыграла большую роль в обвинении Кишко, подвергла полицию нападкам за то, что она не арестовала его раньше, и сказала газете Manchester Eveing News, что «дети теперь находятся в намного большей безопасности, когда убрали этого монстра». Она требовала казнить Кишко. Даже его солиситор, Алберт Райт, считал Кишко виновным, но полагал, что это был случай ограниченной вменяемости и что приговор не должен был быть таким суровым.

## Безуспешное обжалование
После месяца в тюрьме Лидса Кишко перевели в тюрьму Уэйкфилда и применили к нему «правило 43», согласно которому осуждённых за преступления на сексуальной почве изолировали. Кишко подал апелляцию, но 25 мая 1978 года апелляционный судья не нашёл оснований для отмены вердикта присяжных.

## Годы в заключении
Большинство заключённых ненавидели Кишко, он после осуждения был объектом насмешек и смертельных угроз, устных и письменных. За первые пять лет он четыре раза подвергался нападениям. Первый раз это было 24 августа 1976 года, сразу после перевода в Уэйкфилдскую тюрьму, когда на него напали шестеро заключённых, которые его избили кулаками и ногами, порезали рот и серьёзно ранили ногу. На вопрос, почему они это сделали, нападавшие ответили «за Лесли и её семью». Ещё один заключённый 11 мая 1977 года избил его палкой от швабры, после чего потребовалось наложить три шва на рану головы. Следующие нападения произошли в декабре 1978 и марте 1981 года. После этого на него физически не нападали благодаря лучшей охране, пребыванию в больничных отделениях тюрем и размещению среди менее агрессивных заключённых.
С 1979 года у Кишко развилась в тюрьме шизофрения, и он начал страдать бредом, в частности о том, что он является жертвой заговора с целью тюремного эксперимента над невиновным налоговым служащим для проверки на нём действия заключения. В последующие 11 лет в тюрьмах ко всем притязаниям Кишко на невиновность относились как к симптомам шизофренического бреда. Один из тюремных психиатров написал, что Кишко страдает «бредом невиновности».
В ноябре 1981 года Кишко был переведён в Глостерскую тюрьму. В апреле 1983 года ему сказали, что он может рассчитывать на условно-досрочное освобождение, только если признает, что совершил убийство, а если продолжит это отрицать — то должен будет провести оставшуюся жизнь за решёткой, но это не изменило позиции Кишко, и он продолжил отрицать свою причастность к убийству. В мае 1984 года его перевели в Бристольскую тюрьму. Ухудшение его умственного состояния было таким, что через месяц судебный психиатр порекомендовал перевести его в одну из психиатрических клиник строгого режима, но в декабре 1984 года Кишко вернули в Уэйкфилдскую тюрьму.
В августе 1987 года он был снова переведён в тюрьму Грендон-Андервуд, где в августе 1988 года начальник тюрьмы попытался убедить его пройти программу исправления сексуальных преступников, в которой он должен был бы признать, что совершил насильственные действия и убийство. Если бы он это сделал, он должен был бы рассказать, что его побудило сделать это. Он отказался участвовать, а также неоднократно и настойчиво отказывался «задуматься о своём преступном поведении», говоря, что ему не о чем задумываться. В мае 1989 года его вернули в Уэйкфилд, и, наконец, 15 марта 1991 года его перевели в психиатрическую больницу Эшуорт в связи с ухудшающимся психическим здоровьем.

## Пересмотр дела
После того как политики и юридическая система восемь лет игнорировали вопрос и препятствовали его рассмотрению, в 1984 году мать Кишко связалась с JUSTICE — международной организацией юристов, расследующей судебные ошибки. В 1987 году она также связалась с Кэмпбеллом Мэлоуном, который согласился посмотреть дело в то время, когда казалось почти бесспорным, что Кишко никогда не будет выпущен из-за его отказов признаться в убийстве.
Согласившись посмотреть дело, Мэлоун проконсультировался с Филипом Клеггом, который был помощником Уоддингтона на суде. Клегг выразил собственные сомнения по поводу признания и осуждения в июле 1976 года. В течение следующих двух лет Мэлоун и Клегг подготовили ходатайство министру внутренних дел. Проект был готов 26 октября 1989 года. В тот же день, по случайному совпадению, было объявлено, что новым министром внутренних дел стал Дэвид Уоддингтон. Возможно, из-за щекотливой связи Уоддингтона с делом полицейское расследование о проведении суда началось только через 16 месяцев. Уоддингтон ушёл с поста министра в ноябре 1990 года, чтобы принять пэрство и вступить в должность главы палаты лордов. Его сменил Кеннет Бейкер.
В начале февраля 1991 года Кэмпбелл Мэлоун с помощью частного детектива Питера Джексона наконец убедил министерство внутренних дел начать пересмотр дела, которое затем было отослано полиции Уэст-Йоркшира. Работа была поручена суперинтенданту Тревору Уилкинсону. Он сразу нашёл несколько вопиющих ошибок. Невиновность Кишко полностью доказывалась через медицинское свидетельство; у него был мужской гипогонадизм, делающий его бесплодным, что противоречило результатам экспертизы, полученным после убийства. Во время своего расследования Джексон нашёл и того, кто сказал, что Кишко с его тётей видели ухаживающими за могилой отца, и этот человек не мог понять, почему его не вызвали на дачу показаний. Ещё кто-то сказал, что он был в магазине примерно во время убийства. Затем три женщины, участвовавшие на суде, признали, что их свидетельские показания, приведшие к аресту и последующему осуждению Кишко, были ложными и что они солгали «для смеха». Они сказали, что Кишко не занимался эксгибиционизмом и не преследовал их, но что они видели таксиста (не Роналда Кастри), который мочился за кустом в день убийства Молсид. В августе 1991 года новые обстоятельства дела Кишко были направлены Кеннету Бейкеру, который немедленно передал их в апелляционный суд. 8 января 1992 года Кишко перевели из Эшуорта в больницу Прествича.

## Оправдание
Несмотря на то, что в 1983 году Кишко сказали, что его условно-досрочное освобождение будет возможно только при условии признания в убийстве, министерство внутренних дел, видимо, изменило свою точку зрения, и в декабре 1989 года ему неофициально сообщили, что первое слушание по его условно-досрочному освобождению пройдёт в декабре 1992 года, по истечении 17 лет заключения. Но до этой даты, 17 февраля 1992 года, началось юридическое расследование осуждения Кишко. Оно проводилось тремя судьями: главным судьёй лордом Лейном, а также Роузом и Поттсом. На слушании присутствовали QC Франц Мюллер и Уильям Бойс от обвинения, которые должны были возражать, что Кишко виновен в убийстве и, следовательно, должен оставаться в тюрьме как минимум ещё десять месяцев, а также QC Стивен Седли и Джим Грегори, которые должны были утверждать, что Кишко невиновен. Однако Мюллер и Бойс не выдвинули никаких контраргументов после заслушивания новых доказательств от Седли и Грегори и немедленно согласились с их правомерностью.
После слушания главный судья лорд Лейн сказал, что, поскольку этот человек не может вырабатывать сперму, то он не мог быть лицом, эякулировавшим на предметы одежды девочки, и, следовательно, не мог быть убийцей. Кишко был оправдан, и Лейн распорядился о его немедленном освобождении из тюремного заключения. Депутат-консерватор Энтони Бомонт-Дарк сказал: «Это, должно быть, наихудшая ошибка правосудия всех времён» и, как многие другие, потребовал полного, независимого и всеобъемлющего расследования осуждения.
Сэр Хью Парк, хваливший на суде полицию и тринадцатилетних девочек за предание Кишко суду, принёс извинения за то, что случилось с Кишко, но сказал, что не сожалеет о том, как он вёл дело. Семья Молсид, до самого момента оправдания Кишко убеждённая в том, что он убил Лесли, также публично извинилась за то, что они говорили после осуждения: в июле 1976 года у здания суда отец Лесли сыпал град словесных оскорблений в адрес Шарлотты Кишко, а также говорил прессе, что будет поджидать Кишко у ворот тюрьмы, если его когда-нибудь отпустят. Мать Кишко сказала, что Дэвида Уоддингтона следует «вздёрнуть» за его поддержку смертной казни и за то, как он проводил защиту её сына на суде 1976 года.
Несмотря на очевидные теперь доказательства невиновности Кишко, полиция Уэст-Йоркшира и судебный эксперт Роналд Аутерридж отказались принести Кишко извинения. Аутерридж, три тогдашние девочки-подростка и обвинитель Питер Тейлор отказались от комментариев и ни разу не принесли извинений, как и мать Максин Бакли Шила. Полиция Уэст-Йоркшира пыталась оправдать позицию, которую они заняли в 1975 году, признавая вместе с тем, что они были неправы.

## Освобождение и смерть
Кишко нуждался в дальнейшем психиатрическом лечении и продолжал оставаться в Прествичской больнице, хотя его отпускали домой по выходным и в середине недели. Окончательно он был выпущен домой в ноябре 1992 года, через девять месяцев после оправдания, но годы, проведённые в заключении за несовершённое преступление, подорвали его умственно и эмоционально. Кишко стал затворником и не показывал практически никакого интереса к чему- или кому-либо. Извинения других людей за случившееся, ободрение и поддержка, казалось, его пугали в тех редких случаях, когда он выходил. Вместе с умственным здоровьем ухудшилось и физическое; в октябре 1993 года у него диагностировали стенокардию.
Стефан Кишко умер от обширного инфаркта миокарда в Рочдейле, Большой Манчестер, 23 декабря 1993 года, через 18 лет и два дня после того, как он сделал признание, помогшее привести к несправедливому обвинительному приговору. Ему был 41 год. На его похоронах присутствовала сестра Лесли Молсид. Его мать, Шарлотта Хедвиг Кишко, умерла через четыре месяца в Рочдейле, 3 мая 1994 года, в возрасте 70 лет.
После освобождения Кишко сообщили, что он должен получить 500 000 фунтов стерлингов компенсации за годы, проведённые в тюрьме. Он получил промежуточный платёж, но ни он, ни мать не успели получить полную сумму, поскольку умерли раньше.
В 1998 году по мотивам трагической истории Стефана Кишко вышел телефильм «Жизнь за жизнь» (A Life for a Life), поставленный Стивеном Уиттакером, с Тони Модсли в роли Кишко и Олимпией Дукакис в роли его матери Шарлотты. 29 сентября 2008 года на канале ITV1 был показан документальный фильм о деле под названием «Настоящее преступление: 30-летняя тайна» (Real Crime: The 30 Year Secret).

## С полиции сняты обвинения
В 1994 году старший офицер, проводивший изначальное расследование, суперинтендант Дик Холланд, и эксперт по делу Роналд Аутерридж (уже в отставке) были официально обвинены в «проведении действий, направленных на искажение хода правосудия» путём предполагаемого сокрытия доказательств по делу — результатов экспертиз спермы с тела жертвы и у обвиняемого. В мае 1995 года дело было оспорено барристерами защиты, мотивировавшими это тем, что суть дела — в процессуальных злоупотреблениях и что производство должно быть приостановлено, поскольку время, прошедшее с процесса, по иронии сделало справедливый суд невозможным. Председательствующий судья согласился, и, поскольку дело не рассматривалось присяжными, закон считает обвиняемых невиновными.
Старший суперинтендант Холланд, получивший впоследствии известность как руководитель неудачного расследования убийств «йоркширского потрошителя», ушёл в отставку в 2000 году и умер в феврале 2007 года в возрасте 74 лет.

## Арест и приговор Кастри
5 ноября 2006 года в связи с убийством Лесли Молсид был арестован 53-летний мужчина. Его экспертиза ДНК показала «прямое попадание» в пробу, найденную на месте преступления. В убийстве Молсид был обвинён Рональд Кастри из Шо-энд-Кромптона (Большой Манчестер), 7 ноября 2006 года он явился в суд, где был взят под стражу.
1 октября 2005 года Кастри арестовывался в предполагаемой связи с изнасилованием проститутки в Олдеме. Во время ареста у него в установленном порядке взяли пробу ДНК. Хоть он и оказался непричастным к преступлению и был позже выпущен без предъявления обвинения, ДНК совпала с пробами спермы, оставленной на одежде Лесли Молсид тридцать лет назад. На слушаниях в суде 19 апреля 2007 года Кастри свою вину отрицал. 23 апреля 2007 года ему было отказано в залоге. Суд над Кастри начался в Коронном суде Брэдфорда 22 октября 2007 года, а 12 ноября 2007 года он был признан виновным. Своей вины он не признал и сказал присяжным, что не знает, каким образом его ДНК оказалась на месте преступления. Его приговорили к пожизненному заключению с минимальным сроком 30 лет. Рональд Кастри был признан виновным в убийстве Молсид таким же большинством в 10 голосов против двух.
На суде эксперт сообщила, что шанс на то, что образцы спермы принадлежат другому человеку, составляет один к миллиарду. За две недели до убийства Молсид жена Кастри родила ребёнка от другого мужчины. 3 октября 1975 года она снова попала в больницу, оставив Кастри в день убийства одного дома. Суд посчитал, что это явилось толчком к преступлению. У супругов было и двое общих детей. Кастри в то время работал таксистом и жил в близлежащем Шоу-энд-Кромптоне. Соседи говорили, что у него злой характер. Его бывшая жена (они развелись в 1997 году) сказала, что он «распускал язык и кулаки» ("he was foul with his mouth, and foul with his fists"). Он уже привлекался к ответственности за похищение 9-летней девочки, которую посадил в своё такси и подверг сексуальному насилию, а также обвинялся в нападении на 7-летнего мальчика в 1976 году в том же районе, где он похитил Лесли.
Аутерридж, которому не предъявили обвинение в связи с несправедливым осуждением Кишко, дал показания на суде Кастри. Полиция Уэст-Йоркшира в конце концов принесла извинения 12 ноября 2007 года за неправильный арест и заключение Кишко, когда старший следователь-суперинтендант Макс Маклейн сказал по этому поводу: «Мы очень сожалеем. Я думаю, все очень опечалены тем, что случилось со Стефаном Кишко. Это было ужасной ошибкой правосудия. Я очень рад, что сегодня мы наконец расставили всё по местам».